# Louis-Prosper Gachard
Louis-Prosper Gachard, né à Paris le 12 mars 1800 et mort à Bruxelles le 24 décembre 1885, est un archiviste, paléographe et historien belge d'origine française.
Il acquit la nationalité des Pays-Bas en 1821.

## Biographie

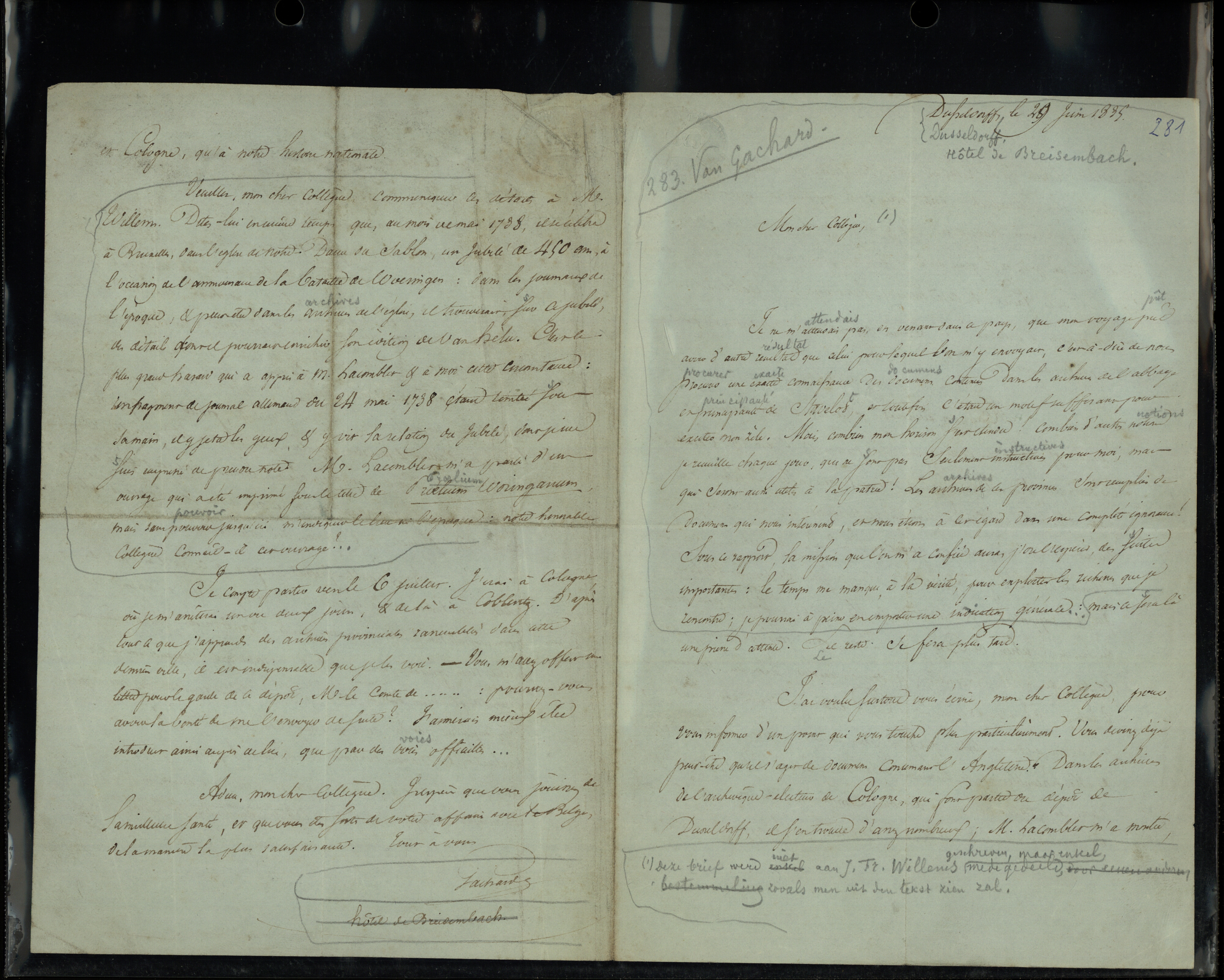
Lettre de Gachard à Warnkönig (1835)

Les parents de Louis-Prosper Gachard étaient venus s'installer aux Pays-Bas, à Tournai, en 1817 pour y développer une fabrique de tabac. Le jeune Gachard intéressé par les livres avait opté pour une autre branche de l'industrie et, comme cela se faisait à l'époque, il devint à dix-huit ans apprenti-compositeur à l’imprimerie Casterman. Il se sentit pourtant de plus en plus attiré par la recherche historique et se mit tout entier à l'étude des disciplines auxiliaires de l'histoire telles que la paléographie, l'étude des manuscrits et de la bibliophilie, matières qui à l'époque ne s'enseignaient pas à l'université, mais étaient du domaine des sociétés savantes, des sociétés d'émulations et des amateurs érudits.
En 1819, il renonce définitivement à faire carrière dans l'imprimerie et il entre comme employé au
secrétariat de la Régence de Tournai. Il exercera cette fonction jusqu'en 1826.
C'est avec ce bagage qu'il entra aux Archives du royaume des Pays-Bas à Bruxelles alors mal organisées et en prit rapidement le sort en main. Un arrêté du 21 juin 1826 le nomme secrétaire-archiviste adjoint.
Il se préoccupa aussi de sauver de nombreuses archives éparses dans le royaume et à les rassembler dans les archives de l'État.
Il était membre de la Commission royale d'histoire.
Déjà en 1842 Frédéric de Reiffenberg le surnommait le « César des archives ». Gachard est considéré comme le véritable fondateur des archives belges.
Ses publications érudites sont abondantes.
Il est inhumé au cimetière de Bruxelles à Evere.

## Quelques publications
- Collection de documens inédits concernant l'histoire de Belgique, Bruxelles, 1833-1835, trois volumes (vol. 1 en ligne , vol. 2 en ligne & vol. 3 en ligne.)
- Rapport à monsieur le ministre de l'intérieur, sur différentes séries de documents concernant l'histoire de la Belgique, qui sont conservées dans les archives de l'ancienne Chambre des comptes de Flandre, à Lille, Bruxelles, M. Hayez, 1841. (en ligne.)
- Correspondance de Philippe II sur les affaires des Pays-Bas, Librairie Ancienne et Moderne, Bruxelles-Gand-Leipzig, 1851.
- Relations des ambassadeurs vénitiens sur Charles-Quint et Philippe II, Bruxelles, 1855.
- Actes des États généraux des Pays-Bas. 1576-1585, Bruxelles, 1861-1866.